# Tesla Pipeline
Pour les articles homonymes, voir Tesla.

Tracé du Tesla Pipeline et du TurkStream avec l’indication des pays fournisseurs et des pays desservis.

Le Tesla Pipeline est un gazoduc qui doit relier le TurkStream — gazoduc reliant la Russie à la Turquie européenne — à l'Autriche (précisément au centre de répartition de Baumgarten), en passant par la Grèce, la Bulgarie, la Serbie et la Hongrie.
Depuis le 1er janvier 2021, il assure l’approvisionnement de la Serbie.

## Description
Le nom de cette installation fait référence à l’inventeur et ingénieur d’origine serbe Nikola Tesla.
Au départ de la Turquie et à destination de l’Autriche, il a été convenu de faire passer le gazoduc par la Grèce, la Bulgarie, la Serbie et la Hongrie afin de le construire le plus rapidement possible. Un accord a été conclu entre la Serbie, la Bulgarie et la Grèce. Le Tesla Pipeline doit faire en tout de 1 300 à 1 400 km, entre la Turquie et l'Autriche. Sa capacité serait de 27 milliards de m3 par an ; son entrée en service était initialement prévue en 2020[réf. souhaitée].
En Serbie, le réservoir de gaz naturel de Banatski Dvor a vu son volume augmenter de 60 %, passant de 450  à   750 millions de m3. En 2020, le volume de stockage est passée de 750 millions à 2,5 milliards de m3, soit une augmentation de plus de 240 %. La section serbe de ce pipeline d'une longueur de 400 km a été inaugurée le 1er janvier 2021 par le président serbe Aleksandar Vucic.